# Dimpemekug
En la mitología mesopotámica Dimpemekug fue un dios del inframundo, al cual los visitantes del reino oscuro solían llevar regalos. No tuvo palacios en los que se le adorara.